# Cantonul Amiens-2 (Nord-Ouest)
Cantonul Amiens 2e (Nord-Ouest) este un canton din arondismentul Amiens, departamentul Somme, regiunea Picardia, Franța.

## Comune
| Comune        | Populație (1999) | Cod poștal | Cod INSEE |
| ------------- | ---------------- | ---------- | --------- |
| Amiens        | 135 501 (1)      | 80000      | 80021     |
| Argœuves      | 543              | 80470      | 80024     |
| Saint-Sauveur | 1 526            | 80470      | 80718     |